# Metopa norvegica
Metopa norvegica är en kräftdjursart som först beskrevs av Wilhelm Lilljeborg 1851.  Metopa norvegica ingår i släktet Metopa och familjen Stenothoidae. Arten är reproducerande i Sverige. Inga underarter finns listade i Catalogue of Life.